# Ulanów (gmina)
Ulanów – gmina miejsko-wiejska w województwie podkarpackim, w powiecie niżańskim. W latach 1975–1998 gmina położona była w województwie tarnobrzeskim.
Siedziba gminy to Ulanów.
Według danych z 31 grudnia 2020 gminę zamieszkiwało 8214 osób.

## Struktura powierzchni
Według danych z roku 2002 gmina Ulanów ma obszar 119,56 km², w tym:
- użytki rolne: 52%
- użytki leśne: 41%

Gmina stanowi 15,22% powierzchni powiatu.

## Demografia

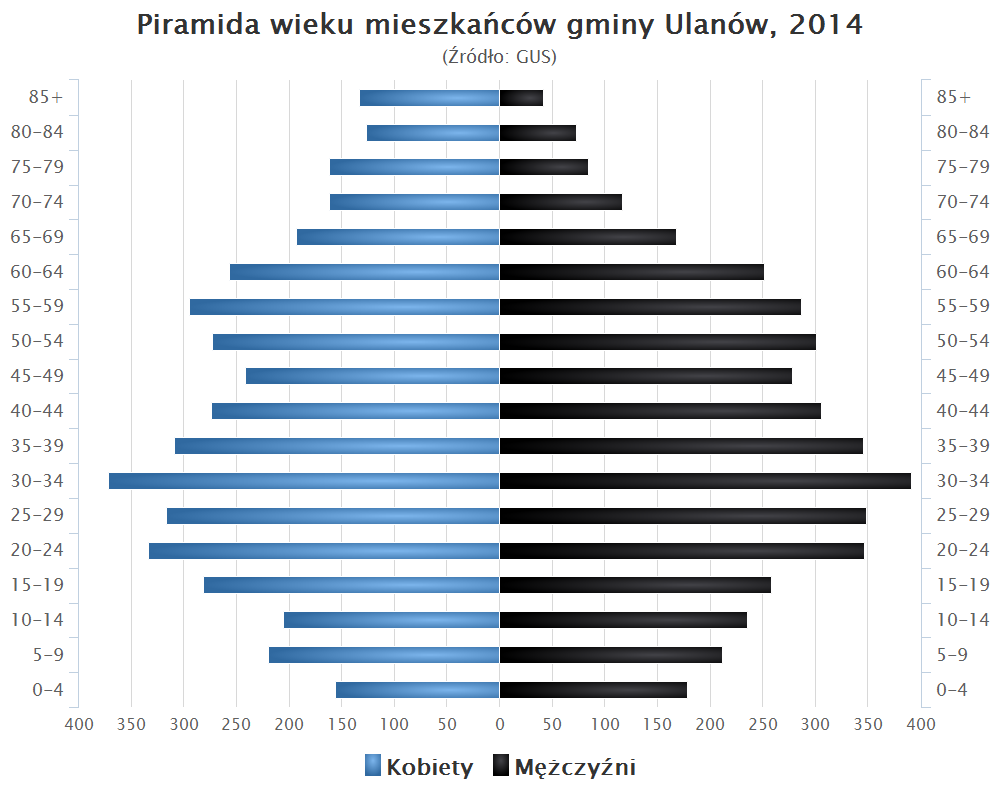
Piramida wieku mieszkańców gminy Ulanów w 2014 roku

Liczba ludności (dane z 31 grudnia 2020):
|        | Ogółem | Ogółem | Kobiety | Kobiety | Mężczyźni | Mężczyźni |
| osób   | %      | osób   | %       | osób    | %         |           |
| ------ | ------ | ------ | ------- | ------- | --------- | --------- |
| Ogółem | 8214   | 100    | 4148    | 50,50   | 4066      | 49,50     |
| Miasto | 1427   | 17,37  | 738     | 8,98    | 689       | 8,39      |
| Wieś   | 6787   | 82,63  | 3410    | 41,51   | 3377      | 41,11     |

▶Wieś vs ▶miasto
Ogółem (▶k, ▶m)
Miasto (▶k, ▶m)
Wieś (▶k, ▶m)

## Sołectwa
Bieliniec, Bieliny, Borki, Bukowina, Dąbrowica, Dąbrówka, Glinianka, Huta Deręgowska, Kurzyna Mała, Kurzyna Średnia, Kurzyna Wielka, Wólka Bielińska, Wólka Tanewska.

## Sąsiednie gminy
Harasiuki, Jarocin, Krzeszów, Nisko, Pysznica, Rudnik nad Sanem